# 尼古拉·普桑
尼古拉·普桑（法語：Nicolas Poussin，1594年6月15日—1665年11月19日）17世紀法國巴洛克時期重要畫家，但属于古典主义画派。以《阿爾卡迪的牧人》為其代表作；《摩西的发现》是其古典主义的代表作。常被簡稱做普桑。
普桑出生於法國諾曼第莱桑德利，是貴族之後；青年時曾向兩位畫家學習，分別是康坦·瓦蘭（Quentin Varin）與茹弗內（Jouvenet）。他曾到過巴黎，受拉斐尔的古典畫風影響很深，1621年曾為盧森堡宮畫壁畫，並交了幾位好友，分別是畫家腓力普·德·尚帕涅與義大利詩人馬里諾（Marino）騎士。
1630年，普桑在29歲時，移居到義大利的羅馬，並在義大利開始對文藝復興時間畫作產生強烈興趣，間接影響了他古典主義派的畫風。他的代表作《阿爾卡迪的牧人》就是此時畫出來的。1640年他曾短暫的回到巴黎，替當時的路易十三世國王畫了不少畫。
普桑在1665年死後，法國的繪畫界為推崇他研究文藝復興時間繪畫的專注，出現了有「普桑主義」之稱的派別。主張素描比顏色還要重要。

## 外部連結
- 普桑 （页面存档备份，存于）
- 普桑的畫作 （页面存档备份，存于）

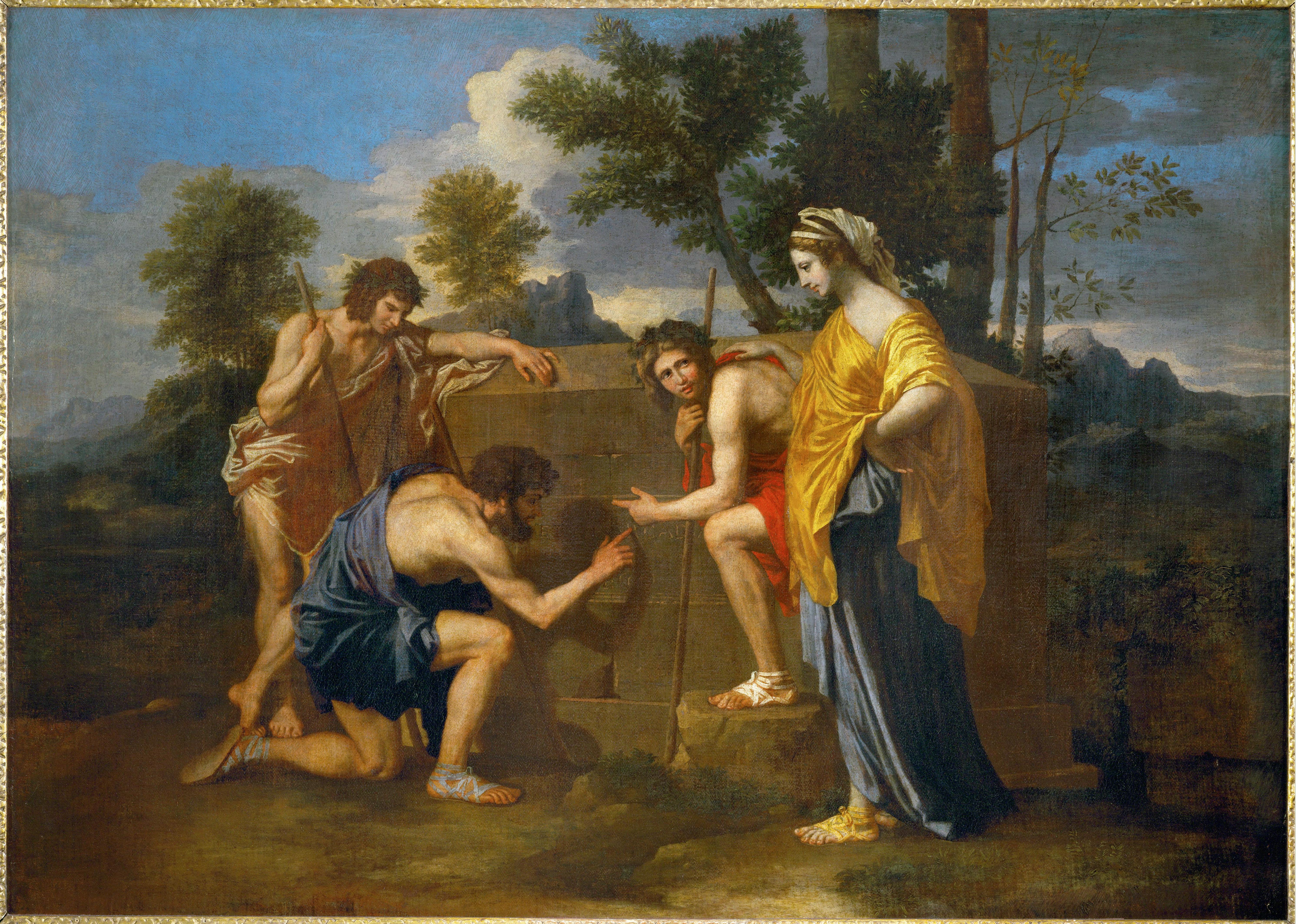
阿爾卡迪的牧人（Et in Arcadia ego） - 普桑的畫作

- Nicolas Poussin （页面存档备份，存于）